# Dolmen des Gâts-Fleuris
Le dolmen des Gâts-Fleuris, appelé aussi dolmen des Perrons, est un dolmen situé à Huisseau-en-Beauce  dans le département de Loir-et-Cher.

## Protection
L'édifice est classé au titre des monuments historiques par la liste de 1889.

## Description
Le dolmen est ruiné et désormais en grande partie enfoui dans un talus. Au début du XXe siècle, il était encore complètement dégagé côté est, rendant l'intérieur de la chambre accessible. Plusieurs blocs visibles peuvent correspondre à des blocs naturels ou rapportés et entassés sur place parce qu'ils gênaient pour la culture et n'appartiennent donc pas à l'architecture d'origine. En 1974, on pouvait encore identifier une table de couverture (1,80 m par 1,10 m et 0,70 m) reposant sur deux orthostates et une seconde dalle (2,60 m par 1,40 m) au sud, brisée en deux morceaux, qui aurait pu correspondre à une seconde table de couverture. Tous les blocs sont en poudingue lustré à silex d'origine locale.